# Odontognophos faroulti
Odontognophos faroulti är en fjärilsart som beskrevs av Rothschild 1914. Odontognophos faroulti ingår i släktet Odontognophos och familjen mätare. Inga underarter finns listade i Catalogue of Life.